# Seznam krivulj
V seznamu krivulj so podane najpogostejše krivulje. Na koncu seznama so prikazane še nekatere krivulje.

## Algebrske krivulje
- Krivulja tretje stopnje
- Krivulja četrte stopnje

### Racionalne krivulje

#### Krivuljestopnje1
- Premica

#### Krivulje stopnje 2
- Stožnice
  - Krožnica
  - Elipsa
  - Parabola
  - Hiperbola
- enotski krog
- enotska hiperbola

#### Krivulje stopnje 3
- Descartesov list
- Dioklesova cisoida
- de Sluzejeva konhoida
- Strofoida
- Polkubična parabola
- Serpentina
- Descartesova parabola
- Maclaurinova trisektrisa
- Tschirnhausova kubična krivulja
- Agnesin koder

#### Krivulje stopnje 4
- Krivulja ampersand
- Krivulja fižola
- Lok (krivulja)
- Dvorogeljnik
- Križna krivulja
- Deltoida
- Hudičeva krivulja
- Hipopeda
- Kapa krivulja
- Boothova lemniskata
- Geronova lemniskata
- Bernoullijeva lemniskata
- Polž (Pascalov polž)
  - srčnica (kardioida)
  - Trisektrisa Pascalovega polža
- Trilistna krivulja

#### Krivulje stopnje 5
- Krivulja konstantnega pritiska (krivulja lupinga ali l'Hospitalova kvintika)

#### Krivulje stopnje 6
- Astroida
- Atriftaloida
- Nefroida
- štiriperesna deteljica (štirilistna krivulja)

### Družine krivulj s spremenljivimi stopnjami
- Epicikloida
- Epispirala
- Epitrohoida
- Hipocikloida
- Lissajousova krivulja
- Poinsotova spirala
- Racionalna normalna krivulja
- Vrtnica

### Krivulje zrodom1
- Cassinijeva jajčnica
- Kasinoida
- Krivulja tretje stopnje
- Eliptična krivulja
- Wattova krivulja

### Krivulje zrodomvečjim od 1
- Metuljna krivulja (algebrska)
- Elkiesova trinomska krivulja
- Hipereliptiča krivulja
- Kleinov kvartik
- Klasična modularna krivulja
- Bolzova ploskev
- Macbeathova ploskev

### Družine krivulj s spremenljivimrodom
- Polinomska lemniskata
- Fermatova krivulja
- Sinusoidna spirala
- Superelipsa
- Hurwitzeva ploskev

## Transcendentne krivulje
- Lissajousova krivulja (Bowditchova krivulja)
- Brahistokrona
- Metuljna krivulja (transcendentna)
- Verižnica (katenoida)
- Kohleoida
- Cikloida
- Horopter
- Tavtohrona krivulja (izohrona krivulja)
  - Huygensova izohrona
  - Leibnizova izohrona Arhivirano 2004-11-14 na Wayback Machine.
  - Varignonova izohrona Arhivirano 2004-11-13 na Wayback Machine.
- Laméjeva krivulja
- Zasledovalna krivulja
- Loksodroma
- Spirale
  - Arhimedova spirala
  - klotoida (Cornujeva spirala)
  - Cotesova spirala
  - Fermatova spirala
  - Galilejeva spirala 
  - Hiperbolična spirala
  - Lituus
  - Logaritemska spirala
  - Nielsenova spirala
- Sintraktrisa
- Traktrisa
- Trohoida

## Sestavljene krivulje (po delih)
- Bezierjeva krivulja
- Zlepki
  - B-zlepek
  - Neuniformni racionalni B_zlepek
- Obok (krivulja)
- Lokalna regresija
- Krivulja lokalne regresije
- Poligonalna krivulja
  - Maurerjeva roža
- Reuleauxov trikotnik

## Fraktalne krivulje
- Blancmangeova krivulja
- De Rhamova krivulja
- Zmajeva krivulja
- Hilbertova krivulja
- Kochova krivulja
- Lévyjeva krivulja C
- krivulja zapolnitve prostora, znana tudi kot  Peanova krivulja
- krivulja Sierpińskega
- preproga Sierpińskega

## Krivulje v prostoru
- Konhospirala
- Vijačnica
- Seiffertova spirala
- Slinkyjeva spirala
- Vivianijeva krivulja

## Krivulje, ki jih ustvarijo druge krivulje
- Kavstika vključno s  katakavstiko in diakavstiko
- Cisoida
- Konhoida
- Evoluta
- Gliseta
- Inverzna krivulja
- Involuta
- Izoptika vključno z ortoptiko
- Ortotomika
- Negativna nožiščna krivulja
- Nožiščna krivulja
- Vzporedna krivulja
- Radialna krivulja
- Ruleta
- Strofoida

## Zgledi krivulj
- Bernoullijeva lemniskata
- Boothova lemniskata
- Astroida
- Atriftaloida
- Kardioida
- Krožnica
- Dioklesova cisoida
- De Sluzejeva konhoida
- Križna krivulja
- Kubična ravninska krivulja
- Perzejevi duhovi
- Transformirani dvorogelnik
- Krivulja ampersand
- Stožnice
- krožnica
- Elipsa
- Parabola
- hiperbola
- Descartesov list
- Dioklesova cisoida
- De Sluzejeva konhoida
- Strofoida
- polkubična parabola
- Serpentina
- Trizob
- Maclaurinova trisektrisa
- Tschirnhausova kubična krivulja
- Agnesin koder
- Krivulja fižola
- Lok
- Dvorogeljnik
- Deltoida
- Hudičeva krivulja
- Boothova lemniskata
- Kapa krivulja
- Geronova lemniskata
- Pascalov polž
- Srčnica
- Trisektrisa Pascalovega polža
- Trilistna krivulja
- Astroida
- Atriftaloida
- Nefroida
- Štiriperesna deteljica
- Epicikloida
- Epispirala
- Epitrohoida
- Hipocikloida
- Lissajousova krivulja
- Poinsotova spirala
- Vrtnica
- Cassinijeva jajčnica
- Wattova krivulja
- Metuljna krivulja (algebrska)
- Verižnica
- Kohleoida
- Cikloida
- Tavtohrona krivulja
- Superelipsa
- Brahistokrona
- Metuljna krivulja (transcendentna)
- Sledilna krivulja
- Loksodroma
- Arhimedova spirala
- Klotoida
- Fermatova spirala
- Lituus
- Logaritemska spirala
- Sintraktrisa
- Traktrisa
- Trohoida
- Konhospirala
- Vijačnica
- Vivianijeva krivulja
- Kavstika
- Cisoida
- Konhoida
- Evoluta
- Evolventa
- Ruleta
- Strofoida